# Station Zbąszyń
Station Zbąszyń is een spoorwegstation in de Poolse plaats Zbąszyń.